# Lecce nei Marsi
Lecce nei Marsi – miejscowość i gmina we Włoszech, w regionie Abruzja, w prowincji L’Aquila.
Według danych na rok 2004 gminę zamieszkiwało 1749 osób, 26,5 os./km².